# Vaterland (Schiff, 1926)
Die Vaterland war ein 1925/26 für die Preußisch-Rheinische-Dampfschiffahrtgesellschaft in Köln gebauter Seitenraddampfer, der anlässlich des 100-jährigen Jubiläums der Reederei in Dienst gestellt wurde. Nachdem der Dampfer zum Ende des Zweiten Weltkriegs in Neuwied zwischen zwei gesprengten Brücken festlag, zerstörten deutsche Pioniere das Schiff. Nach der Hebung wurde das Schiff in mehreren Etappen bis 1949 wieder aufgebaut und anschließend von der Köln-Düsseldorfer im Plandienst auf dem Rhein eingesetzt. Schließlich wurde das Schiff nach Saisonende 1972 infolge von wiederholten Kesselschäden sowie einer defekten Ruderanlage stillgelegt und im Dezember 1975 in Brügge verschrottet.

## Technische Beschreibung

### Rumpf, Decks und Ausstattung

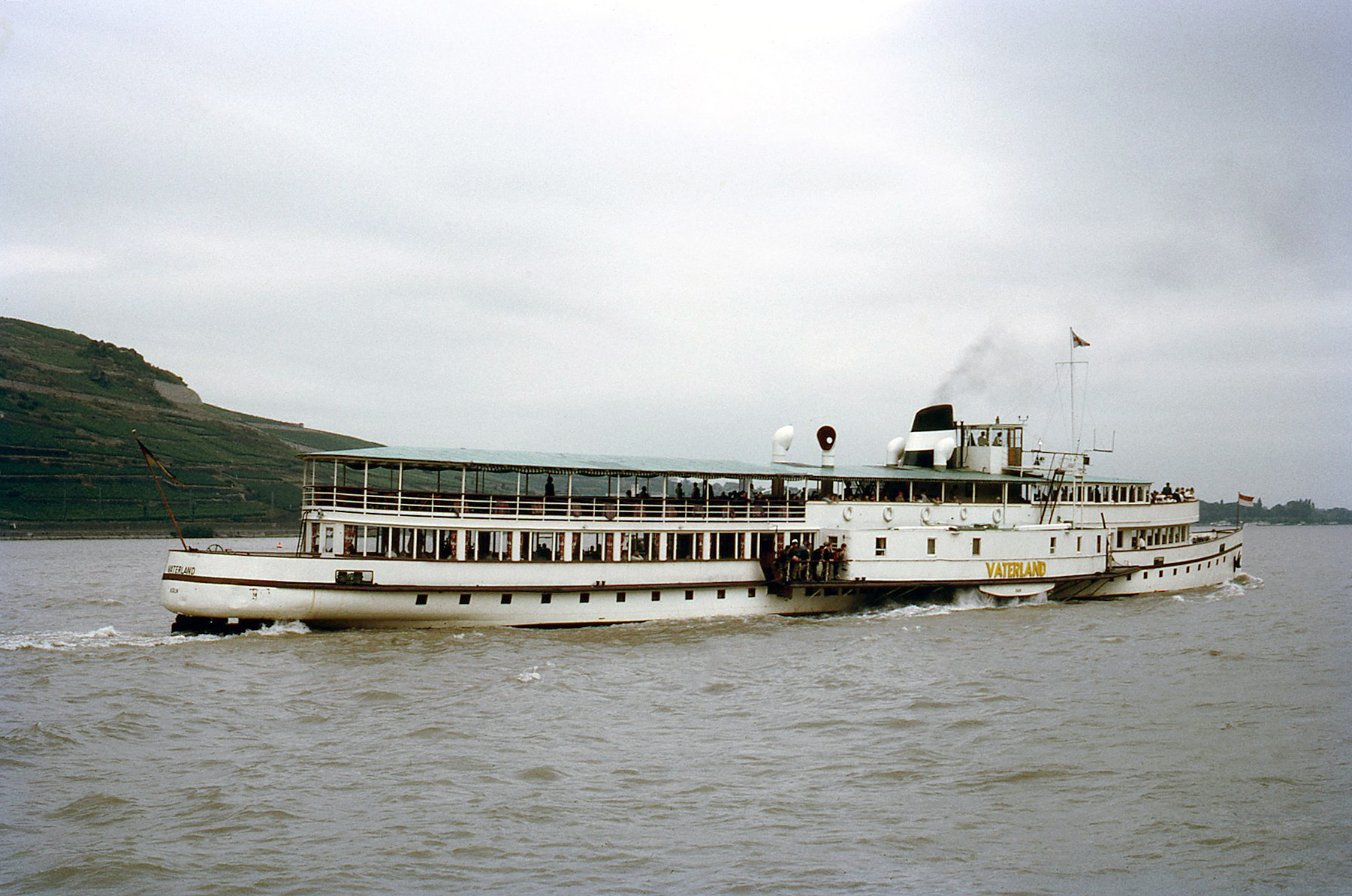
Die Vaterland im August 1970

Die Vaterland war ein Einrumpfschiff mit spitz zulaufendem Bug, senkrechtem Steven und einem Kreuzerheck. Der Rumpf bestand aus vernieteten Stahlplatten auf Spanten. Zum Schutz vor unkontrollierbarem Wassereinbruch bei Leckagen wurden sechs verschließbare wasserdichte Querschotten im Schiffsrumpf installiert. Das Schiff verfügte über zwei feste Decks und ein komplett mit einem Sonnensegel überdachtes Schutzdeck, dessen vordere Hälfte mit einer festen mit Fenstern versehenen Verkleidung ausgestattet war. Der überdachte hintere Bereich des Decks war seitlich offen und mit einem Geländer gesichert. Er bot Platz für 224 Passagiere. Bei einem Umbau im Jahre 1962 wurde der festverkleidete Teil zurückgesetzt und mit einem promenadendeckähnlichen Außengang versehen. Die durch den Umbau entstandene Freifläche am Bug konnte von den Fahrgästen als Sonnendeck genutzt werden. Im vorderen geschlossenen Teil des Decks lag die Cafeteria mit 76 Plätzen, an die sich die Veranda mit 64 Plätzen anschloss. Von dort aus konnten die Fahrgäste über einen offenen Schacht auf die Dampfmaschine schauen. Über eine Treppe gelangten die Passagiere in die Eingangshalle des Hauptdecks. Im vorderen Teil dieses Decks lag ein Salon mit 66 Plätzen, im hinteren der Speisesaal mit 183 Tischgastplätzen. In den Radkästen waren ein Kiosk, der Buffetraum, die Küche, der Spülraum, die Toiletten und die Kabine des 2. Steuermanns eingerichtet worden. Im Unterdeck befand sich bei Inbetriebnahme des Dampfers ein Damensalon. Nach dem Umbau im Jahre 1962 lagen im Unterdeck nur noch Mannschafts-, Wirtschafts- und Maschinenräume.

### Antrieb und Steuerung
Die Vaterland wurde von einer schrägliegenden Zweizylinder-Verbunddampfmaschine mit Ventilsteuerung der Gebrüder Sachsenberg Roßlau mit einer Leistung von 720 PS über zwei mit Schubstangen und Exzenter gesteuerte 4,50 m hohe Schaufelräder mit jeweils acht beweglichen Schaufeln angetrieben. Der benötigte Dampf wurde von zwei Zweiflammrohr-Zylinderkesseln mit jeweils 137 m² Heizfläche erzeugt. Der Dampfdruck lag bei 10,5 kp/cm³. Sie war das erste Schiff der Reederei das mit einem 360° drehbaren Flettner-Ruder gesteuert wurde.

## Geschichte

### Bau und Inbetriebnahme
Die PRDG bestellte im August 1925 bei der Schiffswerft der Gebrüder Sachsenberg AG in Köln-Deutz erstmals nach dem Ersten Weltkrieg ein Fahrgastschiff für die damals mit der Dampfschiffahrts-Gesellschaft für den Nieder- und Mittelrhein (DGNM) geführten Betriebsgemeinschaft Kölnische und Düsseldorfer Gesellschaft für Rhein-Dampfschiffahrt. Zuvor waren nur kombinierte Fahrgast- und Güterschiffe, wie beispielsweise die Goethe zu luxuriösen Salondampfern umgebaut worden. Dieser Schiffsbautyp entsprach den Anforderungen des zunehmenden Wohlstands in den Goldenen Zwanzigern. Die Kiellegung erfolgte am 11. Dezember 1925, der Stapellauf am 10. April des folgenden Jahres. Der Innenausbau des Zweideck-Salondampfers wurde von den Werkstätten Bernard Stadler AG in Paderborn nach Plänen des Berliner Architekten Heinrich Alfred Kaiser ausgeführt. Vom Antrieb und den Kesselanlagen war das Schiff baugleich mit der Rheinland, die einen Monat vorher für die DGNM fertiggestellt wurde. Anfang Juni 1926 fand die Abnahmefahrt statt, die von Uerdingen nach Köln führte. Im Zuge der Jubiläumsfeierlichkeiten zum 100-jährigen Bestehen der PRDG am 11. Juni 1926 wurde die Vaterland unter Anwesenheit des Reichsverkehrsministers Rudolf Krohne und des Kölner Oberbürgermeisters Konrad Adenauer im Rheinauhafen getauft. Die anschließende Jungfernfahrt führte von Köln nach Remagen und zurück. Ab dem Folgetag wurde der Dampfer planmäßig auf der Schnellfahrt von Köln nach Mainz eingesetzt. Das mit Kohle befeuerte Dampfschiff war zu diesem Zeitpunkt für bis zu 2250 Fahrgäste zugelassen.

### Zweiter Weltkrieg und Nachkriegszeit
In den ersten Jahren des Zweiten Weltkriegs setzte die Reederei das Schiff in den Sommermonaten weiter im Personenverkehr ein. Zum besseren Schutz vor Luftangriffen erhielt die Vaterland im März 1941 einen blaugrauen Tarnanstrich. Bei der Operation Millennium, dem ersten 1000-Bomber-Angriff auf Köln, in der Nacht von 30. auf den 31. Mai 1942 wurde das im Rheinauhafen liegende Schiff beschädigt, konnte aber nach Reparatur noch im gleichen Jahr wieder eingesetzt werden. Ab 1943 transportierte die Köln-Düsseldorfer auch Güter mit der Vaterland. Der Güterverkehr war notwendig geworden, um den Status der Kriegswichtigkeit für die KD aufrechtzuerhalten. Nur so wurde sichergestellt, dass die Reederei die notwendigen Betriebsmaterialien, wie beispielsweise Kohle, Schmierstoffe und metallene Ersatzteile, zugeteilt bekam. Zudem konnte deshalb auch das wehrpflichtige Personal auf den Schiffen verbleiben. Bei einem Fliegerangriff am 17. Oktober 1944 brannte das Oberdeck und der Ruderstuhl des Schiffs komplett aus. Im Januar 1945 wurde der Dampfer zur Reparatur in den Werlauhafen unterhalb von Sankt Goar überführt. Dort wurde er beschlagnahmt und zum Lazarettschiff umgebaut. Nach der Fertigstellung übernahm sie südlich der zerstörten Neuwieder Rheinbrücke die Verwundeten des Lazarettschiffs Stahleck, das nördlich der Brücke zwischen Neuwied und Remagen pendelte. Die Vaterland transportierte die übernommenen Verletzten bis Mainz. Als am 7. März 1945 die Kronprinz-Wilhelm-Brücke bei Engers gesprengt wurde, war das Schiff zwischen zwei zerstörten Brücken festgesetzt. Damit der unterhalb der Neuwieder Dykerhoff-Werke am Steiger liegende Raddampfer nicht in die Hände der heranrückenden amerikanischen Truppen fiel, versenkten Pioniere ihn am 19. März 1945 mittels Dynamit.
Nachdem sich die Französischen Alliierten die Vaterland zunächst als Repräsentationsschiff für General Kœnig ausgesucht hatten, hoben sie das Wrack im Juli 1946 und überführten es zum Wiederaufbau zur Schiffswerft Hilgers in Rheinbrohl. Während der Instandsetzungsarbeiten entschieden sich die Besatzer allerdings für ein anderes Schiff, sodass sie Arbeiten im August wieder eingestellt wurden. Das schwimmfähige Schiff wurde zum Brohler Hafen geschleppt und dort abgestellt. Im Sommer 1947 erteilte die KD der Schiffswerft Hilgers den Auftrag zum Wiederaufbau. Diese Arbeiten wurden jedoch mehrfach von den Französischen Behörden unterbrochen, sodass der endgültige, dem Vorkriegszustand entsprechende, Wiederaufbau bis zum Frühjahr 1949 dauerte. Die Überholung der ausgebauten Dampfmaschine übernahm die Schiffswerft und Maschinenfabrik Christof Ruthof in Mainz-Kastel. Nach der feierlichen Wiederinbetriebnahme am 6. Mai 1949 verkehrte die Vaterland wieder im Schnellfahrdienst zwischen Köln und Mainz.

### Von den 1950er Jahren bis zur Außerdienststellung
Im Frühjahr 1957 stellte die Reederei in Zusammenarbeit mit dem Dampfkesselhersteller Babcock & Wilcox den Antrieb der Vaterland auf Ölfeuerung um, gleichzeitig wurde die zugelassene Fahrgastkapazität auf 1600 reduziert. Die Schiffswerft Hilgers modernisierte im Winter 1961/62 den Innenraum, zusätzlich wurde der Schornstein erneuert und der bis dahin geschlossene vordere Bereich des Oberdecks zum offenen Sonnendeck umgebaut. Obwohl die komplette Maschinenanlage 1964 eine Generalüberholung erhalten hatte, traten in den Folgejahren immer wieder Defekte auf, die längere Werftaufenthalte notwendig machten. Am 16. Mai 1967 fusionierten die DGMN und die Preußisch-Rheinische Dampfschiffahrtsgesellschaft zur Köln-Düsseldorfer Deutsche Rheinschiffahrt AG. Der Besitz aller Schiffe der beiden Unternehmen wurde in die neue Gesellschaft übertragen.
Am Nachmittag des 24. September 1967 kollidierte die talfahrende Vaterland bei Stromkilometer 628 bei Leubsdorf mit dem zu Berg fahrenden 900-t-Gütermotorschiff Offenbach. Durch den Aufprall wurden einige Fahrgäste des Passagierschiffs leicht verletzt und mussten ambulant behandelt werden. Durch eine starke Beschädigung am vorderen Bereich des Steuerbord-Radkastens war die Vaterland manövrierunfähig geworden, sodass die Fahrgäste mitten auf dem Rhein in das Fahrgastschiff Köln umsteigen mussten. Der Frachter wurde am Vorschiff so schwer beschädigt, dass er am Ufer auf Grund gesetzt werden musste. Die Vaterland wurde an die Anlegebrücke Linz gebracht und am nächsten Tag zur Beseitigung der Havarieschäden in die Kölner Werft in den Mülheimer Hafen geschleppt. Das Schiff konnte ab Mai 1968 wieder eingesetzt werden.
Aufgrund der maroden Dampfkessel, den häufigen Defekten an der Maschinenanlage und einer reparaturbedürftigen Ruderanlage entschied sich die Köln-Düsseldorfer, die Vaterland nach der Saison 1972 aus wirtschaftlichen Gründen nicht mehr instand zu setzen und legte sie im Hafen Köln-Niehl still. Dort lag sie ohne weitere Verwendung, bis sie am 29. April 1974 vom Schubschiff Oranje 1 im seitlichen Koppelverband zum niederländischen Schiffsmakler Nimeta nach Sliedrecht überführt wurde. Dieser verkaufte die Vaterland an eine Schiffsverwertung im belgischen Brügge, wo sie bis Ende Dezember 1975 abgewrackt wurde.